# Gliese 892
Gliese 892 eller HD 219134 är en ensam stjärna i stjärnbilden Cassiopeja. Gliese 892 har mindre volym och är mindre massiv än solen och ligger relativt nära jorden med ett avstånd på 21,51 ljusår. Dess magnitud är +5,57, vilket är nära gränsen för vad det mänskliga ögat kan uppfatta.
Stjärnan har en optisk följeslagare med magnitud 9,4 med en vinkelseparation på 106,6 bågsekunder.

## Planetsystem
HD 219134 har ett system med sex exoplaneter. Den innersta planeten, HD 219134 b, är en stenig superjord baserat på storlek (1,6 gånger jordens storlek) och densitet (6,4 gram per kubik cm). Denna och tre andra exoplaneter, en superjord (betecknad c och senare också befunnen vara en stenplanet), en neptunusliknande (d) och en jupiterliknande (e); härleddes med hjälp av HARPS-N radiella hastighetsdata rapporterade av Motalebi et al. år 2015. Två månader senare publicerade Vogt et al. en rapport om planetsystemet som grundar sig på en 6-planetlösning, med planeter b & c som motsvarar de i Motalebi et al., som motsvarar Motalebis d & e, och d & f vara nya planeter. En summering av fyra oberoende studier har gjorts över det planetariska systemet vid HD 219134, med några motstridiga resultat. Sedan mars 2017 anses stjärnan ha minst 5 planeter, varav två (HD 219134 b och c) är kända för att vara transiterande, stensuperjordar. De tidigare rapporterade planeterna HD 219134 g och h är inte nämnda  efter HARPS-N-analyser i mars 2017 av Gillon et al.
| Planet | Massa          | Halv storaxel (AE) | Siderisk omloppstid (d) | Excentricitet | Inklination | Radie       |
| ------ | -------------- | ------------------ | ----------------------- | ------------- | ----------- | ----------- |
| b      | 4.74±0.19 M🜨   | 0.03876±0.00047    | 3.092926±0.000010       | 0 (fast)      | 85.05±0.09  | 1.602±0.055 |
| c      | 4.36±0.22 M🜨   | 0.06530±0.00080    | 6.76458±0.00033         | 0.062±0.039   | 87.28±0.10  | 1.511±0.047 |
| d      | >16.17±0.64 M🜨 | 0.2370±0.0030      | 46.859±0.028            | 0.138±0.025   | -           | -           |
| f      | >7.30±0.40 M🜨  | 0.1463±0.0018      | 22.717±0.015            | 0.148±0.047   | -           | -           |
| g      | >11±1 M🜨       | 0.3753±0.0004      | 94.2±0.2                | 0             | -           | -           |
| h      | >108±6 M🜨      | 3.11±0.04          | 2247±43                 | 0.06±0.04     | -           | -           |

### Beboelig zon
Den konservativa beboeliga zonen vid HD-219134 beräknas sträcka sig från 0,516 till 0,948 AE. Ingen av planeterna som finns i omloppsbana kring stjärnan är inom dessa avstånd från stjärnan, även om HD-219134 g kretsar nära, men litet innanför den inre gränsen av den mer optimistiska empiriskt beräknade beboeliga zonen, eller nya Venus som den beskrivas ibland, belägen på 0,408 AE. Planeten verkar också vara betydligt mer massiv än jorden och därför behåller den sannolikt en tät atmosfär.